# 张鐇
张鐇（9世纪—895年），唐朝末年泾原节度使，或作张铛。
乾宁元年（894年）二月，张鐇弟泾原节度使张钧去世，上表请求以张鐇为留后。十一月，张鐇被任为节度使，加检校司徒头衔。
二年（895年），静难节度使王行瑜、凤翔节度使李茂贞、镇国军节度使韩建起兵逼宫。七月，唐昭宗令内官郄廷立去泾原军部泾州传诏命令张鐇出动泾原兵会合河东节度使李克用阻断凤翔军道路。张鐇领步骑三万到达京城长安西北，阻断静难、凤翔道路。八月，昭宗削王行瑜官爵，以李克用为邠宁四面行营都招讨使，保大节度使李思孝为北面招讨使，定难节度使李思谏充东北面招讨使，张鐇充西面（一作西南面）招讨使，讨伐王行瑜。十一月，王行瑜败亡。李茂贞求和，被昭宗赦免。
十二月，张鐇去世，以子张琏权知泾原军留后。